# John Frederick Miller
John Frederick Miller (1759 — 1796)  foi um ilustrador britanico, muito conhecido por suas pinturas na área de botânica.
Era filho do artista John Sebastian Miller (1715- 1790).  Na primeira viagem de James Cook (1728-1779), Miller fez parte da equipe de ilustradores que transformavam os desenhos de Sydney Parkinson (1745-1771) em pinturas.
Em 1772,  ele acompanhou Sir Joseph Banks (1743-1820)  na sua expedição à Islândia.
Em 1796, publicou  Cimelia Physica. Figures of rare and curious quadrupeds, birds, &c. together with several of the most elegant plants .  Os textos são de  George Kearsley Shaw (1751-1813).
Entre 1776 e 1782,  publicou  Various subjects of Natural History, wherein are delineated birds, animals and many curious plants  em Londres.